# ITT Corporation
La ITT Inc. - attuale denominazione della International Telephone and Telegraph (ITT corporation) - è un'azienda statunitense attiva inizialmente nel settore degli apparati per telecomunicazioni. Attualmente le principali aree di attività sono nell'industria elettronica per la difesa e nelle apparecchiature ad alta tecnologia (pompe e valvole per il trasporto dei fluidi).

## Storia

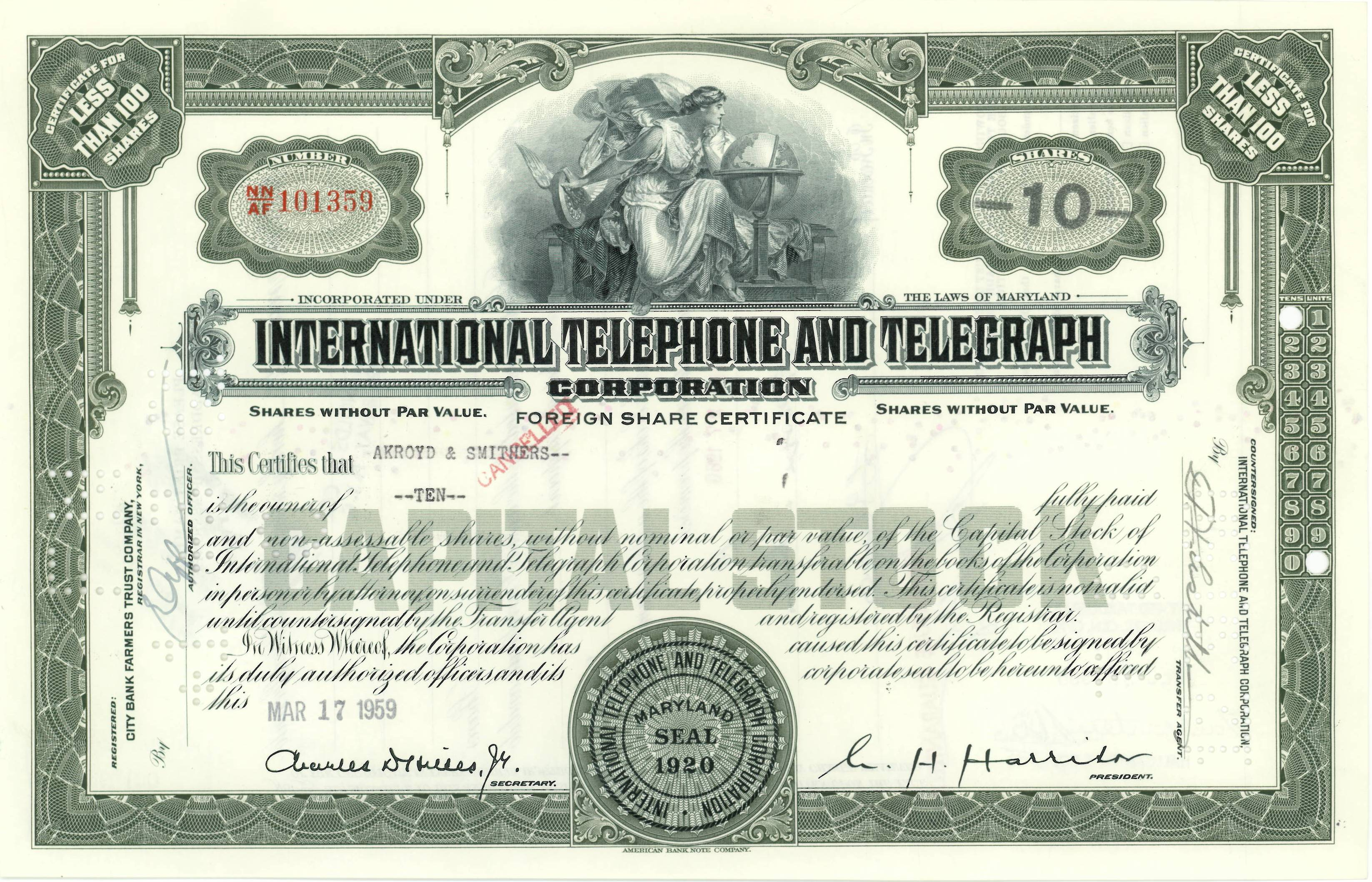
Certificato azionario della ITT del 1959

### Fra le due guerre
La International Telephone & Telegraph (ITT) fu fondata nel 1920 dai fratelli Sosthenes e Hernan Behn, che nel 1914 avevano assunto il controllo della Puerto Rico Telephone Company insieme alla Cuban-American Telephone and Telegraph Company e ad una quota nella Cuban Telephone Company. La nuova società era stata costituita per realizzare il collegamento telefonico tra gli Stati Uniti e Cuba.
L'acquisizione più significativa avvenne nel 1923, quando la ITT accorpò le compagnie operanti sul mercato telefonico spagnolo in quella che oggi è la Telefónica.
Nel 1925 la ITT acquisì alcune compagnie dalla Western Electric, in quanto la Bell Telephone Company aveva deciso di dismettere le attività all'estero a causa delle polemiche circa il monopolio e degli interventi governativi in materia. Questa operazione rappresentò l'inizio dell'affermazione internazionale della ITT. Le principali società acquisite erano la Bell Telephone Manufacturing Company (BTM) di Anversa, che produceva apparati di commutazione a rotori, e la britannica International Western Electric, che fu ribattezzata Standard Telephones and Cables (STC). In seguito la BTM venne ceduta alla Compagnie Générale d'Electricité mentre la STC fu venduta alla Nortel.
Negli anni trenta la ITT prese il controllo di due compagnie elettroniche tedesche, la Standard Elektrizitätsgesellschaft (SEG) e la Mix & Genest, entrambe operanti anche all'estero, nonché della compagnia monopolista telefonica rumena, la Societatea Anonima Română de Telefoane. L'unico concorrente temibile era il gruppo Theodore Gary & Company, che aveva una filiale, la Associated Telephone and Telegraph, con stabilimenti in Europa.
Negli Stati Uniti la ITT acquisì alcune imprese nel 1928 che raggruppò sotto la subholding Postal Telegraph & Cable: si trattava della Commercial Cable Company, della Commercial Pacific Cable Company, della Postal Telegraph e della Federal Telegraph Company. La subholding verrà ceduta alla Western Union nel 1945.

### Il Dopoguerra
Nel 1951 la ITT acquisì l'azienda televisiva di Philo Farnsworth per entrare in quel mercato. A quell'epoca Farnsworth stava sviluppando anche il reattore nucleare Fusor, che venne finanziato dalla ITT fino al 1967. Sempre nel 1951 la ITT comprò il pacchetto di maggioranza della Kellogg Switchboard & Supply Company, fondata nel 1897 per elaborare e produrre i centralini "divided-multiple", ed acquistò le restanti azioni l'anno successivo. Perciò la società cambiò il proprio nome in "ITT Kellogg". In seguito alla fusione della Federal Telephone and Radio Corporation nella ITT Kellogg la ragione sociale fu ulteriormente cambiata in ITT Telecommunications, per poi tornare a ITT Kellogg.
Negli anni cinquanta la ITT era la maggior azionista della multinazionale svedese Ericsson, ma nel 1960 cedette le azioni alla famiglia Wallenberg.
Fra i dipendenti del gruppo ITT Alec Reeves inventò la modulazione a impulsi codificati (PCM), su cui si sarebbe basata la futura comunicazione vocale digitale, e Charles K. Kao iniziò l'uso delle fibre ottiche, per cui ottenne nel 2009 il Premio Nobel per la fisica.

### La gestione Geneen
Nel 1959 venne nominato amministratore delegato della ITT Harold Geneen. Operando attraverso leveraged buyout a partire dalle piccole acquisizioni degli anni cinquanta egli ottenne una grossa crescita negli anni sessanta. Nel 1965 la ITT cercò di comprare la rete televisiva ABC per settecento milioni di dollari. L'operazione venne bloccata dall'autorità federale antitrust, la quale temeva che la ITT stesse crescendo troppo. Per continuare a crescere senza doversi preoccupare della legislazione antitrust, scelse di acquisire imprese fuori del settore delle telecomunicazioni. Durante la gestione Geneen la ITT acquisì più di trecento società. Fra di esse figuravano la catena di alberghi Sheraton e l'autonoleggio AVIS. Inoltre, assorbì aziende di componentistica auto, energetiche, editoriali, di semiconduttori e di cosmetici. Nel 1966 assunse il controllo della Educational Services, una catena di scuole a fine di lucro, che divenne la ITT Technical Institute. Quando la ITT mostrò l'intenzione di acquisire la compagnia assicurativa Hartford, nel 1970, il Ministero della Giustizia americano aprì un'inchiesta e la ITT accettò di cedere un egual valore di partecipazioni in altre società, fra cui la AVIS.
Il fatturato della ITT crebbe dai circa settecento milioni di dollari del 1960 ai circa otto miliardi del 1970, mentre gli utili passarono nello stesso periodo da 29 a 550 milioni. Tuttavia, gli eccessivi tassi d'interesse cominciarono ad erodere gli utili alla fine degli anni sessanta e la crescita dell'azienda rallentò decisamente.

### Coinvolgimento nel colpo di stato cileno del 1973
Nel 1970 la ITT controllava il 70% della CTC (la Compañía Telefónica Chilena, ora Movistar Chile) e finanziava El Mercurio, un giornale cileno di destra. Documenti desecretati dalla CIA nel 2000 hanno rivelato che l'azienda aiutò finanziariamente gli oppositori del governo di Salvador Allende a preparare il colpo di stato militare. Il 28 settembre 1973 un edificio della ITT a New York venne fatto oggetto di un attentato dinamitardo da parte dell'organizzazione Weather Underground per il coinvolgimento nel Colpo di Stato in Cile del 1973, che rovesciò il governo.
La notte del 6 ottobre 1974 un commando armato di dieci uomini fece irruzione all'interno dello stabilimento di Fizzonasco della Face Standard, la consociata italiana dell'ITT. L'azione era opera dell'Autonomia Operaia, che aveva preso di mira la Face Standard, in quanto direttamente riconducibile alla ITT, a sua volta considerata complice del golpe cileno.

### La gestione Araskog
Nel 1979 divenne amministratore delegato Rand Araskog, che nei successivi due decenni smantellò buona parte della ITT, cedendo molte delle sue holdings.
A partire dal 1977 la ITT cominciò a sviluppare un nuovo ed ambizioso centralino telefonico discreto System 1240 (più tardi ribattezzato System 12) che costò un miliardo di dollari. La rivista Fortune riferì che "Araskog concentrò tutte le risorse dell'impresa sullo sviluppo e la commercializzazione del System 12" e "gettò i profitti dei settori in attivo nello stomaco insaziabile del System 12". Il System 12 era concepito per funzionare su tutti i mercati e con tutte le modalità, dal centralino locale alla lunga distanza. Le vendite iniziali, soprattutto in Europa ed in Messico, furono sostenute, ma il nuovo sistema richiese più tempo del previsto ad integrarsi, e questo produsse ulteriori perdite. Contro il parere della direzione generale, la ITT Telecommunications (la ITT Kellogg) intraprese l'introduzione nel mercato americano e, nonostante l'immissione sul mercato fosse stata annunciata per il 1984 e il 1985, il tentativo fallì definitivamente all'inizio del 1986.
Nel 1986 la ITT vendette il settore della prodotti per telecomunicazioni, compresa la ITT Kellogg, alla Alcatel Alsthom filiale della Compagnie Générale d'Electricité (CGE), per dare vita alla Alcatel N.V.(Paesi Bassi). A quell'epoca era la seconda maggiore azienda mondiale di telecomunicazioni.
La ITT Educational Services venne scorporata attraverso un'Offerta pubblica iniziale nel 1994, con la ITT azionista all'83%. Nel 2016 l'impresa annunciò l'intenzione di chiudere tutti i suoi 130 istituti tecnici, siti in 38 stati, dal momento che gli studenti non avevano più diritto a sussidi federali.

### Lo smembramento del 1995
Nel 1995, con Araskog ancora a capo dell'azienda, la ITT si scisse in tre diverse public companies:
- ITT Corp. – Nel 1997 la ITT Corp. si fuse con la Starwood, che voleva acquisire la Sheraton Hotels and Resorts. Entro il 1999 la ITT uscì completamente dalla ITT Technical Institutes; tuttavia, le scuole hanno continuato ad operare con il nome di "ITT Technical Institute" sotto licenza[28] fino all'abbandono nel 2016[29]. Sempre nel 1999 la ITT Corp. abbandonò il nome ITT in favore di Starwood[30].
- ITT Hartford (assicurazioni) – L'azienda rimane una delle maggiori compagnie assicurative americane sebbene abbia abbandonato anch'eesa il nome ITT e si chiami The Hartford Financial Services Group, Inc..
- ITT Industries – Ha continuato ad operare sotto il nome ITT ed è una delle maggiori imprese manifatturiere e d'industria della difesa. Nel 2006 la ITT Industries ha cambiato nome in ITT Corporation.

### La scissione del 2011
Nel 2011 la ITT Corporation si scisse ulteriormente in tre società ad azionariato diffuso indipendenti: il settore controllo dei processi e flussi industriali mantiene il nome ITT Corporation;  il settore degli acquedotti e delle fogne ha preso il nome di Xylem; il settore difesa divenne la Exelis ed è passato alla Harris Corporation nel 2015. Gli azionisti ricevettero azioni di tutte e tre le società in proporzione.

## Sede
Nel 1929 la sede della ITT era al (75) 67 Broad Street, a Manhattan, New York. Durante la seconda guerra mondiale fu un hub per le comunicazioni con i sottomarini durante le operazioni nell'oceano Atlantico.
Dal 1961 al 1989, la sede ITT fu al 320 Park Ave., New York.
Il numero 1330 della Sixth Avenue a Manhattan, New York City, che fu sede ITT prima della fusione con Starwood Hotels & Resorts, fu di proprietà della ABC Television Network, che fu da ITT quasi acquisita nel 1963. La ABC si spostò e il palazzo chiamato "Brown Rock" venduto a una conglomerata giapponese e poi riaffittato parzialmente alla ITT Corporation.

## ITT Avionics
ITT Avionics fu una divisione ITT Corporation a Nutley (New Jersey). Il palazzo sede della società era degli anni '40 e ospitava ricercatori nelle telecomunicazioni nelle microonde. Le attività cessarono negli anni '70 Nel 1996 il palazzo fu demolito mediante esplosione.
Nel 1991 la ITT vinse una gara di 19,6 milioni di $ per la United States Air Force per lo sviluppo del "intraflight data link", telecomunicazioni per le Tactical Airborne Forces. Nel 2004 un contratto di 24,9 milioni di $ viene vinto con la Naval Air Systems Command Weapons Division per il software di servizio alla Tactical Aircraft Electronic Warfare Integrated Program Team a Point Mugu, California e China Lake, California.

## ITT Schaub-Lorenz

Vecchio logo ITT

Attraverso la società tedesca Schaub Elektrik Lorenz (nata dalla C. Lorenz e G. Schaub Apparatebau, poi Standard Elektrik Lorenz), ITT produsse anche elettronica di consumo a marchio ITT Schaub-Lorenz, come le radio Touring e televisori Ideal Color a tubo catodico Heliochrom.
ITT Schaub-Lorenz sviluppò anche la tecnologia Digivision, la prima con processore di segnale digitale nei televisori.
Nel 1986 la ITT Telecommunications inclusa la Schaub-Lorenz, fu venduta alla Alcatel attraverso la Compagnie Générale d'Electricité, successivamente nel 1988 la divisione consumer venne venduta a Nokia, con prodotti a marchio ITT Nokia.
Nokia chiuse le fabbriche di televisori in Germania nel 1996.
Dal 2006 il marchio ITT con relativo logo sono di proprietà della tedesca Kärcher.

## ITT Cannon
La divisione che si occupa delle connessioni elettriche è sempre stata la ITT Cannon, poi divenuta ITT Interconnect Solutions.